# Makanda (Singida)
Makanda è una circoscrizione rurale (rural ward) della Tanzania situata nel distretto di Manyoni, regione di Singida. Conta una popolazione di 9 768 abitanti (censimento 2012).